# Крижопільський комбінат хлібопродуктів
Крижопільський комбінат хлібопродуктів — підприємство у селищі міського типу Крижопіль Тульчинського району Вінницької області України.

## Історія
Після закінчення бойових дій, у 1921 році в селищі Крижопіль був створений пункт «Заготзерно». У березні 1923 року Крижопіль став районним центром, що активізувало розвиток населеного пункту. У тому ж 1923 році тут було збудовано першу електростанцію та розпочалася електрифікація.
Під час Німецько-радянської війни 22 липня 1941 року Крижопіль був окупований німецько-румунськими військами (і включений до складу губернаторства Трансністрія), 17 березня 1944 року його звільнили війська 2-го Українського фронту. При відступі окупанти пограбували райцентр, зруйнували 18 будівель установ, підприємств та кооперативних організацій, а також частину житлових будинків.
Відновлені зерносклади та вцілілі борошномельні підприємства району об'єднали в Крижопільське млинове об'єднання.
Відповідно до семирічного плану розвитку народного господарства СРСР у Крижополі було побудовано кукурудзокалібрувальний завод. Надалі, у грудні 1962 року було створено Крижопільський комбінат хлібопродуктів (до складу якого увійшли кукурудзокалібрувальний завод, елеватор та електростанція, що забезпечує їх електрикою).
За виробничі досягнення у 1969 році КХП було надано почесне звання «підприємство комуністичної праці» і він був нагороджений Ленінською ювілейною Почесною грамотою ЦК КПРС, Президія Верховної Ради СРСР, Президія Верховної Ради СРСР, Рада Міністрів і ВЦРПС.
Загалом, за радянських часів комбінат входив до числа найбільших підприємств райцентру та району взагалом.
Після проголошення незалежності України комбінат перейшов у відання міністерства сільського господарства та продовольства України.
У березні 1995 року Верховна Рада України внесла комбінат до переліку підприємств, приватизація яких заборонена у зв'язку з їх загальнодержавним значенням.
Після створення у серпні 1996 року державної акціонерної компанії «Хліб України» комбінат перейшов у відання ДАК «Хліб України».
У листопаді 1997 року Кабінет міністрів України дозволив приватизацію комбінату. Надалі, державне підприємство було перетворено на відкрите акціонерне товариство.
У 2000 році було порушено справу про банкрутство КХП.
У лютому 2006 року господарський суд Вінницької області порушив справу про банкрутство комбінату.

## Діяльність
Підприємство здійснювало приймання, сушіння, зберігання та відвантаження зерна.